# Tomi Nybäck
Tomi Nybäck (ur. 3 kwietnia 1985 w Järvenpie) – fiński szachista, arcymistrz od 2003 roku.

## Kariera szachowa
Jest uznawany za największy szachowy talent w historii fińskich szachów. Od 1997 r. reprezentował Finlandię w turniejach o mistrzostwo świata oraz Europy juniorów. W 2002 r. zdobył w Peñiscoli brązowy medal mistrzostw Europy do 18 lat, natomiast w 2003 r. w Chalkidiki – również brąz mistrzostw świata w tej samej kategorii wiekowej.
W 2002 r. zwyciężył w cyklicznym turnieju First Saturday w Budapeszcie oraz podzielił I miejsce (wraz z Janem Smeetsem) w Hengelo. Na przełomie 2002 i 2003 r. podzielił II m. (wraz z Arturem Jusupowem i Tomem Wedbergiem) w otwartym turnieju Rilton Cup w Sztokholmie. W tym samym roku odniósł kolejne sukcesy w turniejach otwartych: zwyciężył (wraz z Konstantinem Asiejewem) w Jyväskyli oraz podzielił II m. w silnie obsadzonym Politiken Cup w Kopenhadze (za Krishnanem Sasikiranem, a wraz z Michałem Krasenkowem, Aleksandrem Bielawskim, Lukiem McShane oraz Arturem Jusupowem). Zwyciężył również w Hengelo, natomiast w następnym roku zajął II m. w Jyväskyli. Na przełomie 2005 i 2006 r. podzielił I m. w kolejnym turnieju Rilton Cup w Sztokholmie, sukces ten powtarzając w edycji 2007/08 (wspólnie m.in. z Radosławem Wojtaszkiem, Jewgienijem Agrestem i Vasiliosem Kotroniasem). W 2008 r. podzielił II-X miejsce w indywidualnych mistrzostwach Europy w Płowdiwie oraz zdobył pierwszy w swojej karierze tytuł indywidualnego mistrza Finlandii.
Uwaga: Lista sukcesów niekompletna (do uzupełnienia od 2009 roku).
Jako nastolatek awansował w pierwszych latach XXI wieku do reprezentacji Finlandii seniorów. Wielokrotnie reprezentował Finlandię w turniejach drużynowych, m.in. siedmiokrotnie na olimpiadach szachowych (w latach 2002, 2004, 2006, 2008, 2010, 2012, 2014) oraz sześciokrotnie na drużynowych mistrzostwach Europy (w latach 2003, 2005, 2007, 2009, 2011, 2013); dwukrotny medalista: indywidualnie – srebrny (2009 – na I szachownicy) oraz brązowy (2005 – na I szachownicy).
Na liście rankingowej FIDE zadebiutował w lipcu 1999 roku z wynikiem 2095 punktów. Po dwóch latach posiadał już 2430 punktów, co jest rzadko notowanym osiągnięciem. W styczniu 2007 roku został pierwszym fińskim szachistą, który przekroczył granicę 2600 punktów rankingowych (2604).
Najwyższy ranking w dotychczasowej karierze osiągnął 1 stycznia 2011 r., z wynikiem 2656 punktów zajmował wówczas 92. miejsce na światowej liście FIDE, jednocześnie zajmując 1. miejsce wśród fińskich szachistów.